# Siwa Przełęcz (Tatry Zachodnie)
Siwa Przełęcz – niewielka przełęcz oddzielająca grań główną Tatr Zachodnich od grzbietu Ornaku. Znajduje się pomiędzy ostatnim na południe szczytem Ornaku – Kotłową Czubą (1840 m) a granią Siwych Turni w Tatrach Zachodnich. Przełęcz położona jest na wysokości 1812 m n.p.m. i ma postać długiego, trawiastego grzbietu. Rozdziela on Dolinę Pyszniańską (górne odgałęzienie Doliny Kościeliskiej) od Doliny Starorobociańskiej (górne odgałęzienie Doliny Chochołowskiej).

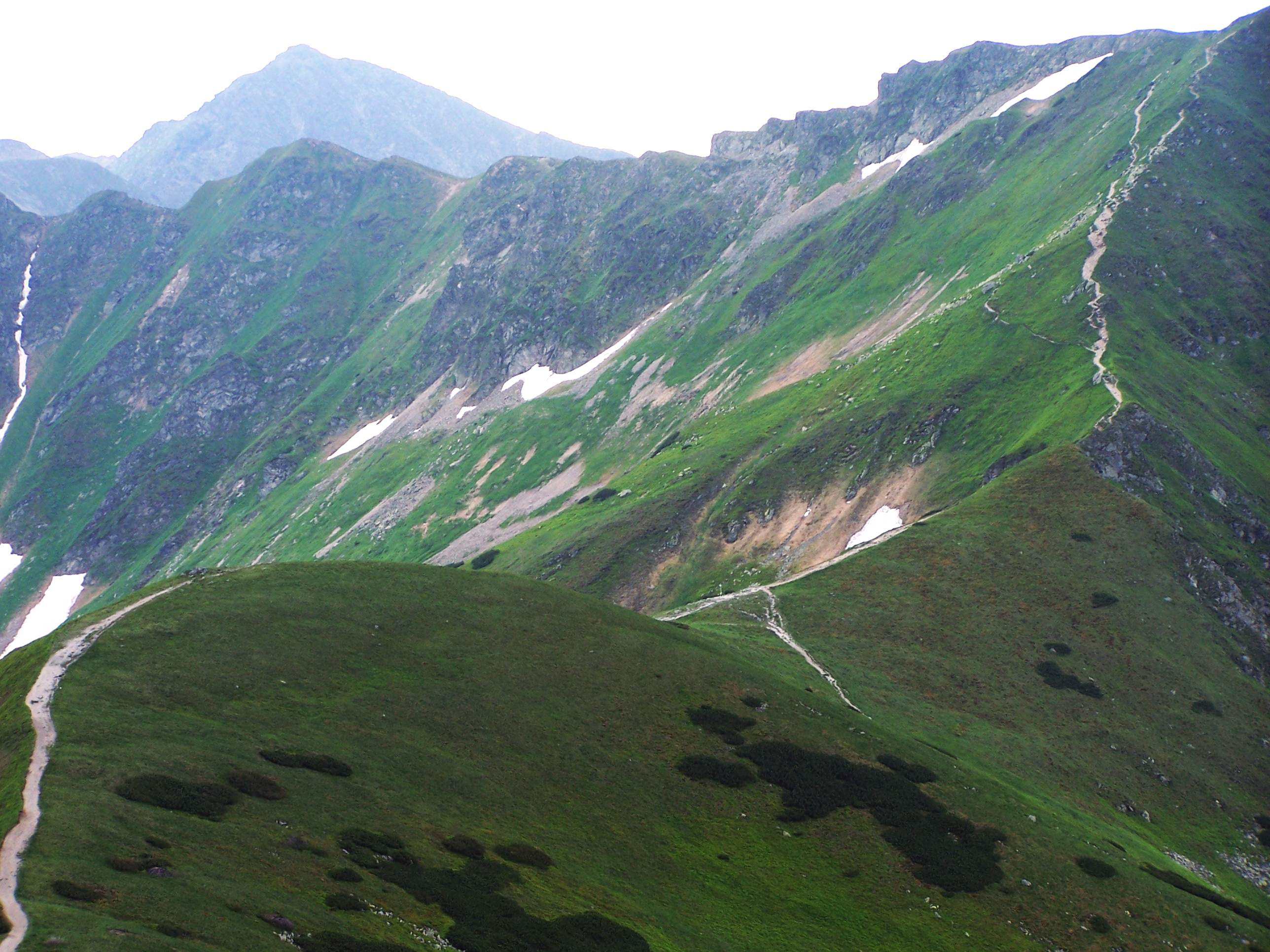
Siwa Przełęcz – widok z Kotłowej Czuby

Z przełęczy i całego grzbietu Ornaku roztaczają się rozległe widoki, zarówno na Tatry Wysokie, jak i Zachodnie. Szczególnie okazale prezentuje się stąd Kamienista, Błyszcz z Bystrą i Starorobociański Wierch. Jest to też doskonałe miejsce do podziwiania niedostępnych dla turystów rejonów Doliny Pyszniańskiej i Tomanowej. Widoczny jest Smreczyński Staw. Poniżej przełęczy, na wschodnich stokach Ornaku dostrzec można niewielkie Siwe Stawki, położone w Siwej Kotlince.
Rejon przełęczy porasta niska murawa z sitem skuciną, którego rudziejące pędy zabarwiają już w połowie lata stoki na czerwonawy kolor. W murawie zakwitają liczne gatunki granitolubnych roślin alpejskich, np. dzwonek alpejski, kuklik górski. Obszar przełęczy i całe stoki Ornaku były niegdyś wypasane. Pojawiające się po zaprzestaniu wypasu kępy kosodrzewiny wskazują, że wkrótce cały ten obszar straci charakter hali górskiej i stanie się piętrem kosówki.
Nazwę przełęczy wymyślił w 1910 r. Mariusz Zaruski. Siwa Przełęcz jest najdogodniejszym miejscem do przejścia z górnej części Doliny Pyszniańskiej przez Siwe Sady do Doliny Starorobociańskiej.

## Szlaki turystyczne
Na Siwej Przełęczy znajduje się krzyżówka szlaków turystycznych:
 – czarny szlak na przełęcz, prowadzący z Doliny Chochołowskiej (początek przy leśniczówce) Doliną Starorobociańską przez Starorobociańską Polanę, Starorobociańską Rówień i Żleb pod Pyszną. Czas przejścia: 2:30 h, ↓ 2 h
 – zielony szlak biegnący z Iwaniackiej Przełęczy przez cały grzbiet Ornaku, Siwą Przełęcz i Siwe Turnie na przełęcz Liliowy Karb.
- Czas przejścia z Iwaniackiej Przełęczy na Siwą Przełęcz: 2 h, z powrotem 1:40 h
- Czas przejścia z Siwej Przełęczy na Liliowy Karb: 20 min, ↓ 15 min.